# 依諾增爵十一世
諾森十一世（拉丁語：Beatus Innocentius PP. XI；1611年5月16日—1689年8月12日）原名本篤·奧代斯卡爾基（Benedetto Odescalchi），1676年9月21日當選教宗，同年10月4日即位至1689年8月12日為止。他是目前為止最後一位以一致欢呼的方式當選的教宗。

## 教宗任內

### 通谕
- 《牧者的關懷》（拉丁語：Sollicitudo pastoralis）
- 《天上的牧者（英语：Coelestis Pastor）》

## 譯名列表
- 十一世：天主教香港教區禮儀委員會：禧年專頁 （页面存档备份，存于）作。
- 因特十一世：《世界人名翻譯大辭典》1993年版作因諾森特。
- 英十一世：《大英簡明百科知識庫》2005年版[永久]作英諾森。
- 十一世：香港天主教教區檔案　歷任教宗作。
- 十一世：天主教天津教区作。